# Omphalotrix
Omphalotrix é um género botânico pertencente à família Orobanchaceae.

## Espécie
- Omphalotrix longipes

## Nome e referências
Omphalotrix Maxim.